# Fokker

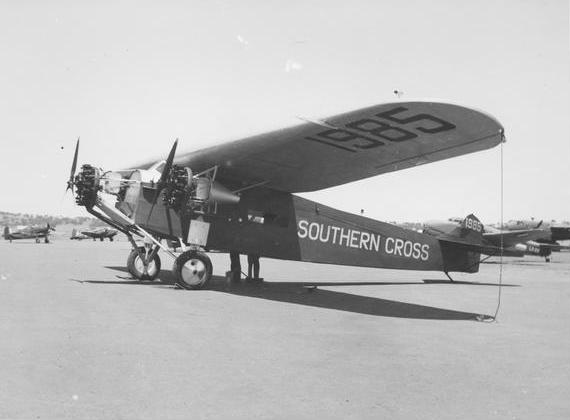
F.VII, en tidig Fokker

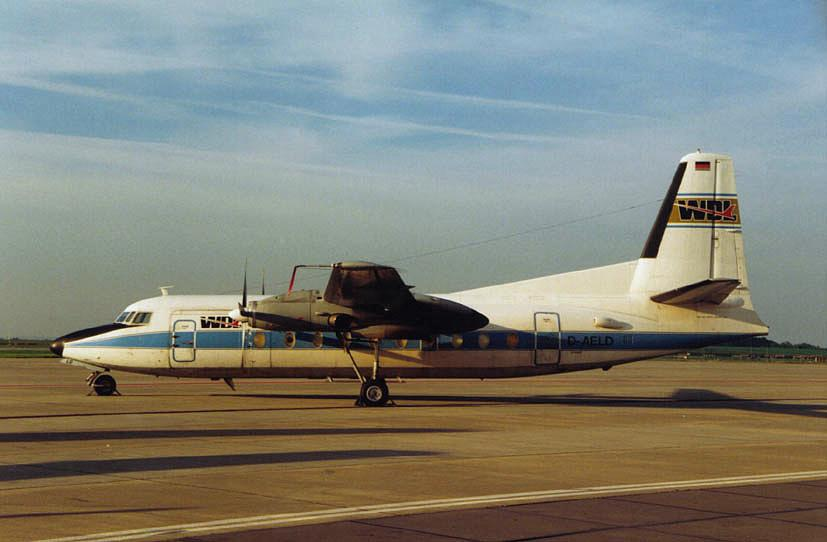
Fokker F-27

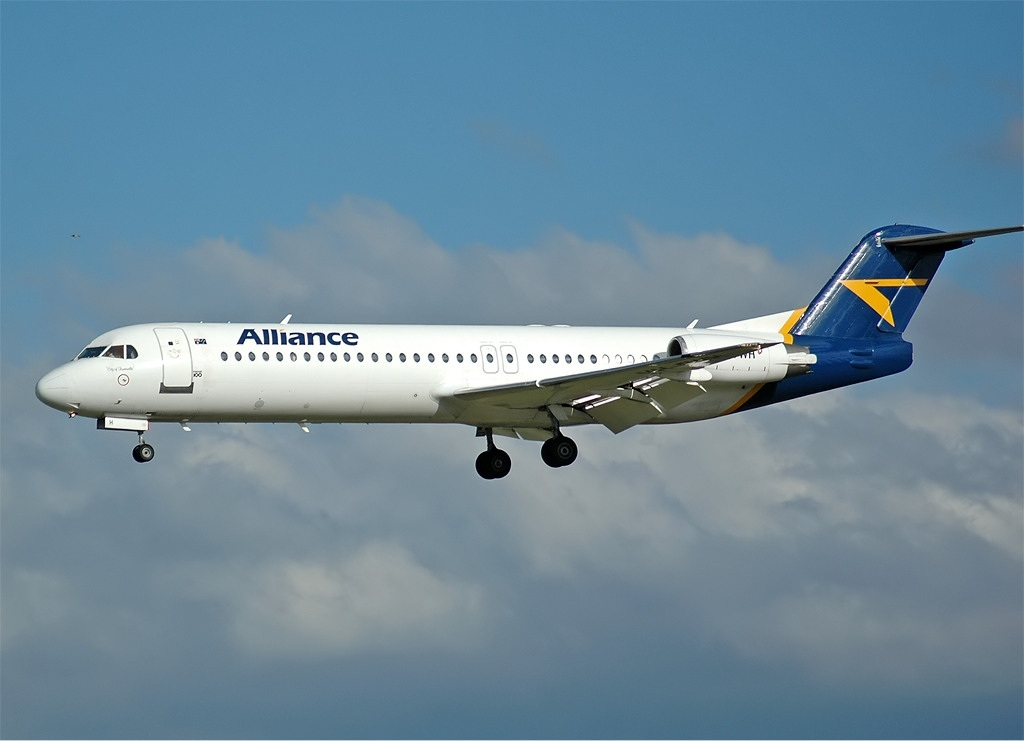
Fokker F-100 fotograferad 2004

Fokker var en nederländsk flygplanstillverkare som grundades 22 februari 1912 av Anthony Fokker (1890–1939), en av flygpionjärerna. Företaget gick i konkurs 1996.   

## Historia
Anthony Fokker hade byggt sitt första flygplan, Spin ("Spindeln"), då han var 20 år gammal. Detta plan var det första nederländskbyggda som flög. Han grundade sitt företag Fokker Aeroplanbau år 1912 i Berlin i Tyskland. Företaget flyttade senare till Schwerin, där Fokker tillverkade flygplan åt Tysklands armé under första världskriget. Han samarbetade då med Hugo Junkers på den tyska regeringens order. Han blev känd med sitt plan E.III, som hade en mekanism som gjorde att piloten kunde skjuta med kulsprutegevär mellan propellerbladen, D.VII och det berömda Dr.I, som bland annat användes av Manfred von Richthofen, även kallad Röde baronen.
År 1919 avbröt Fokker samarbetet med Junkers och återvände till Nederländerna. Han kom inte hem tomhänt. Med sig hade han hela tåglaster med flygplan och reservdelar, som han lyckades smuggla över den tysk-nederländska statsgränsen. Detta gjorde att han kunde få igång sin verksamhet fort. 
Efter flytten inriktade företaget sig mer på att bygga civila flygplan, men man fortsatte även att bygga militära åt framför allt Tysklands flygvapen. Man byggde även ett stort antal flygplan av modellerna Fokker C.V, C.X och D.XXI åt Finlands flygvapen.
Under 1920-talet var passagerarflygplanet Fokker F.VII företagets storsäljare. Modellen dominerade den europeiska marknaden ända till mitten av 1930-talet, då nya, modernare flygplan helt byggda i metall gjorde sitt intåg.
Den 23 december 1939 avled Anthony Fokker i USA, där hans företag var mycket framgångsrikt. Under andra världskriget förstördes Fokkers fabriker i Nederländerna totalt. En ny byggdes 1951 vid flygplatsen Amsterdam-Schiphols flygplats nära Amsterdam. Där byggde man ett flertal militärflygplan på licens, bland annat Lockheed F-104 Starfighter. En andra fabrik byggdes i Woensdrecht.
Fokker var ett av företagen i det konsortium som konstruerade och byggde F-16 Fighting Falcon. Konsortiet bestod av myndigheter och företag från Danmark, Norge, Belgien, Nederländerna och USA. F-16 byggdes ihop i Fokkers fabriker och hos SABCA i Belgien.
År 1958 introducerades Fokker F-27 Friendship, vilken är det flygplan som sålts i störst upplaga (800 stycken mellan 1958 och 1986). Modellen F-27 följdes av Fokker F-28 Fellowship, Fokker 50, Fokker 70 och Fokker 100.
Under 1969 bildade man en allians med det bremenbaserade företaget Vereinigte Flugtechnische Werke. De samarbetade om att ta fram VFW-614, en civil jetmaskin som inte blev någon större succé. I juni 1974 fick ett konsortium bestående av bland andra Fokker uppdraget att leverera delar till Spacelab.

## Nutid
Fokker gick i konkurs år 1996, men delar av företaget överlevde. Den del som sysslade med rymdfart blev ett fristående företag, som 2005 köptes av EADS. De delar av företaget som tillverkat och underhållit flygplan togs över av Stork N.V.

## Modeller
Fokkers flygplansmodeller.
- Fokker Dr.I
- Fokker D.XXI
- F-27
- F-28
- F-50
- F-70
- F-100